# Дамари, Омер
Омер Дамари (ивр. עומר דמארי‎; род. 24 марта 1989[…], Ришон-ле-Цион, Центральный округ) — израильский футболист, нападающий.

## Карьера

### Клубная
Воспитанник клуба «Маккаби» (Петах-Тиква) начал свою профессиональную карьеру в этом клубе в 2006 году и играл там до 2011 года. В 2011 году перешёл в «Хапоэль» из Тель-Авива, где он выступал до 2014 года, когда подписал контракт с венским клубом «Аустрия». В этой команде Омер сыграл один сезон и перешёл в ряды немецкого «РБ Лейпцига». Сразу после присоединения к этому клубу он на правах аренды начал играть в «Ред Булл» из Зальцбурга. 4 августа 2016 года Дамари отправился в аренду в «Нью-Йорк Ред Буллз» на оставшуюся часть сезона в MLS. За «Нью-Йорк» дебютировал 13 августа в матче против «Монреаль Импакт», выйдя на замену во втором тайме. 16 августа в матче группового этапа Лиги чемпионов КОНКАКАФ 2016/17 против сальвадорской «Альянсы» забил свой первый гол за «Ред Буллз».

### В сборной
С 2007 года начал выступать за юношескую, а позже и за молодёжную сборные Израиля.
17 ноября 2010 года дебютировал в составе национальной команды своей страны в товарищеском матче против сборной Исландии, где сразу же оформил дубль.

## Тренерская карьера
14 июня 2021 года Дамари был назначен главным тренером юношеского состава тель-авивского «Хапоэля».

## Достижения
- Обладатель Кубка Израиля: 2011/12
- Чемпион Австрии: 2015/16
- Обладатель Кубка Австрии: 2015/16